# Tipula scripta
Tipula scripta är en tvåvingeart som beskrevs av Johann Wilhelm Meigen 1830. Tipula scripta ingår i släktet Tipula och familjen storharkrankar. Arten är reproducerande i Sverige.

## Underarter
Arten delas in i följande underarter:
- T. s. hartigi
- T. s. immunda
- T. s. intermixta
- T. s. scripta

## Bildgalleri

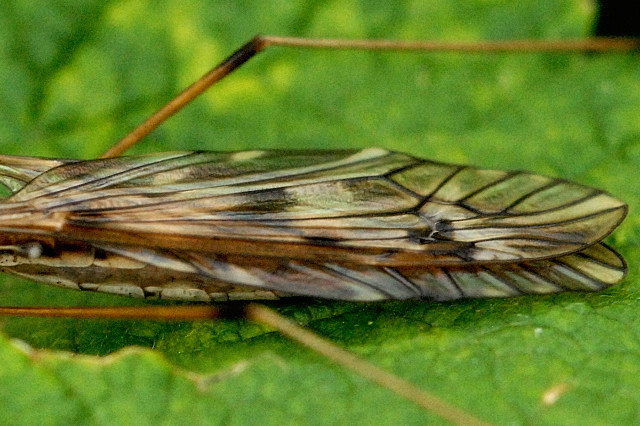